# مرکز خرید فیرویو
مرکز خرید فیرویو (انگلیسی: Fairview Mall) یک مرکز خرید بزرگ در تورنتو، انتاریو، کانادا با حدود ۸۰۰۰۰ متر مربع است. این مرکز که در سال ۱۹۷۰ افتتاح شد، دارای بیش از ۱۸۰ فروشگاه، دفتر و یک مجموعه سینمایی است. چندین کیلومتری شمال شرقی مرکز شهر، در گوشه شمال شرقی جاده دان میلز و خیابان شپرد شرقی در بخش سابق نورث یورک واقع شده‌است.